# Feylinia currori
Espèce
Feylinia currori est une espèce de sauriens de la famille des Scincidae. C'est le plus grand des Scincinés : sa Longueur Museau-Cloaque, c'est-à-dire sa longueur du corps sans la queue, est  de 340 mm.

## Répartition
Cette espèce se rencontre au Cameroun, au Gabon, en République du Congo, en République démocratique du Congo, en Angola, en République centrafricaine, en Tanzanie, au Nigeria et au Kenya. Sa présence est incertaine en Sierra Leone.

## Publication originale
- Gray, 1845 : Catalogue of the specimens of lizards in the collection of the British Museum, p. 1-289 (texte intégral).